# Chlorops rectificatus
Chlorops rectificatus är en tvåvingeart som beskrevs av Becker 1916. Chlorops rectificatus ingår i släktet Chlorops och familjen fritflugor.
Artens utbredningsområde är Uganda. Inga underarter finns listade i Catalogue of Life.